# Convento Lucense

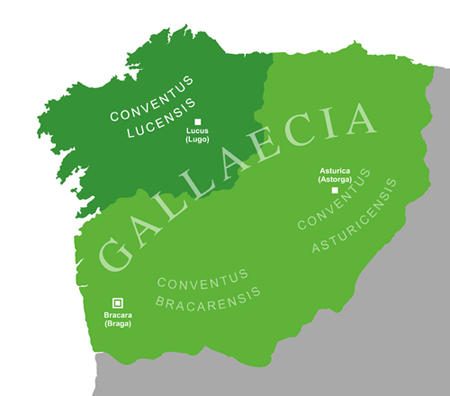
Convento Lucense

O Convento Lucense (em latim: Conventus Lucensis), foi uma entidade administrativa romana da Galécia no Noroeste peninsular. O seu nome deriva do nome da sua capital, Lugo de Augusto (atual Lugo), a cidade mais importante do convento e que regia administrativamente todo o território. Tinha como extremos o curso dos rios Verdugo e Sil que marcavam a raia com o Convento Bracarense, a leste a linha de fronteira com o Convento Asturicense ia da serra dos Ancares até a foz do rio Navia. Sabe-se pela obra de Plínio, o Velho que o convento tinha um total de 166 mil pessoas livres